# Sonerileae
Sonerileae je  tribus iz porodice melastomovki, dio potporodice Melastomatoideae.
Nad tribusom su provedene revizije azijskih i afričkih rodova Sastoji se od 57 rodova

## Opis
Sonerileae su pantropska skupina koja se sastoji od 1080 vrsta (44 roda, 1922 g.; 57  2024) koje obično zauzimaju sjenovita i vlažna staništa u šumama. Ova skupina je morfološki raznolika, uključujući zeljasto bilje, grmlje i stabla s 3-6-latgičnim cvjetovima, izomorfnim ili dimorfnim prašnicima, raznim vezivnim dodacima i plodovima u obliku bobica ili kapsula. Dijagnostičke karakteristike Sonerileae teško je identificirati zbog morfološke konvergencije.

## Revizija afričkih rodova
Pleme Sonerileae u tropskoj Africi i na Madagaskaru je morfološki raznolika loza koja se sastoji od 239 vrsta u 10 rodova. U studiji iz 2022.  predstavljena je prva dubinsku filogenetska analiza afričkih Sonerileae kako bi se testirala monofiliju trenutno priznatih rodova. Filogenetske analize provedene su korištenjem podataka sekvenci iz dva nuklearna (nrITS i nrETS) i tri plastidna lokusa (accD-psaI, ndhF i psbK-psbL). Uzorkovanje se sastojalo od 140 pristupa uključujući 64 afričke, 27 madagaskarske, 46 azijske i tri neotropske Sonerileae zajedno sa širokim uzorkovanjem izvan grupe (105 spp.). Filogenetski odnosi su izvedeni korištenjem pristupa maksimalne vjerojatnosti i Bayesovog zaključivanja, te je provedena pažljiva ponovna procjena morfoloških karakteristika. Rezultati ne podržavaju niti monofiliju Starog svijeta niti afričke Sonerileae. Monospecifični afrički rod Benna djelomično se podržava kao sestra Phainantha, jedne od bazalnih neotropskih loza, dok su afrička i madagaskarska Medinilla ugniježđene među rodovima jugoistočne Azije. Gravesia (116 spp.), vrstama najbogatiji i morfološki najraznovrsniji rod na Madagaskaru, otkriven je kao monofiletski. Afrički rodovi Sonerileae Calvoa, Dicellandra i Preussiella tvore dobro poduprte klade. Nasuprot tome, Amphiblemma (uključujući Amphiblemma molle) i Cincinnobotrys s.l. (uključujući Cincinnobotrys felicis) nisu monofileti. Predloženo je za C. felicis ponovno uspostavljanje monospecifičnog roda Bourdaria (što je i prihvačeno). Za osebujnu vrstu A. molle opisan je novi rod Mendelia. Calvoa hirsuta je ovdje označena kao vrsta roda Calvoa, lektotipovi su ponovno označeni za Medinilla engleri i Veprecella lutea, a neotip je označen za Preussiella kamerunensis.

## Filogenomika azijskih rodova
Sonerileae se sastoji od oko 1000 vrsta u 44 roda, s >70% rodova i vrsta rasprostranjenih u Aziji. Azijske Sonerileae taksonomski imaju nejasne generičke opise. Filogenija okosnice ove skupine ostaje slabo razjašnjena, vjerojatno zbog složenosti uzrokovane brzom radijacijom vrsta u ranom i srednjem miocenu, što koči daljnje sustavno proučavanje. U studiji iz 2022 korišteni su podaci ponovnog sekvencioniranja genoma za rekonstrukciju filogenije azijskih Sonerileae. Tri paralelna skupa podataka, tj. single-copy ortholog (SCO), genomski SNP-ovi i cijeli plastom, sastavljeni su iz podataka ponovnog sekvenciranja genoma 205 vrsta u tu svrhu. Na temelju ovih podataka na razini genoma, pružena je prva dobro razriješena filogenija azijskih Sonerileae, s identificirana 34 glavna kladusa i 74% odnosa među kladusima dosljedno razriješenih i SCO i genomskim podacima. U međuvremenu, široko rasprostranjena filogenetska neskladnost otkrivena je među stablima gena SCO kao i stablima vrsta rekonstruiranim korištenjem različitih metoda procjene stabala (metoda spajanja/koalescentna metoda na temelju mjesta/metoda sažetka) ili različitih skupova podataka (SCO/genomski/plastom). Istražen i su izvori nesklada korištenjem višestrukih pristupa i otkriveno da je uočeno neslaganje kod azijskih Sonerileae uglavnom uzrokovano kombinacijom pristrane distribucije podataka koji nedostaju, nepotpunog sortiranja loze i hibridizacije/introgresije. Istraživanje ovih izvora mogu omogućiti stvaranje hipoteza za buduće testiranje, što je prvi korak prema razumijevanju evolucije azijskih Sonerileae. Također su otkrvene visoke razine homoplazije za neke znakove koji se tradicionalno koriste u taksonomiji, što objašnjava trenutna kaotična generička razgraničenja.

## Rodovi
1. Opisthocentra Hook.f. (1 sp.)
2. Neblinanthera Wurdack (1 sp.)
3. Tateanthus Gleason (1 sp.)
4. Boyania Wurdack (3 spp.)
5. Phainantha Gleason (5 spp.)
6. Benna Burgt & Ver.-Lib. (1 sp.)
7. Tryssophyton Wurdack (2 spp.)
8. Gravesia Naudin (115 spp.)
9. Bourdaria A. Chev. (1 sp.)
10. Dicellandra Hook.f. (3 spp.)
11. Mendelia Ver.-Lib. & G. Kadereit (1 sp.)
12. Calvoa Hook.f. (20 spp.)
13. Cincinnobotrys Gilg (9 spp.)
14. Preussiella Gilg (2 spp.)
15. Amphiblemma Naudin (14 spp.)
16. Vietsenia C. Hansen (4 spp.)
17. Scorpiothyrsus H. L. Li (3 spp.)
18. Poilannammia C. Hansen (4 spp.)
19. Tashiroea Matsum. ex Ito & Matsum. (12 spp.)
20. Tigridiopalma C. Chen (3 spp.)
21. Nephoanthus C. W. Lin & T. C. Hsu (2 spp.)
22. Medinilla Gaudich. (383 spp.)
23. Boerlagea Cogn. (1 sp.)
24. Pachycentria Blume (8 spp.)
25. Plethiandra Hook.f. (8 spp.)
26. Cyanandrium Stapf (4 spp.)
27. Brittenia Cogn. (1 sp.)
28. Enaulophyton Steenis (2 spp.)
29. Driessenia Korth. (19 spp.)
30. Heteroblemma (Blume) Cámara-Leret, Ridd.-Num. & Veldkamp (15 spp.)
31. Catanthera F. Muell. (19 spp.)
32. Kendrickia Hook.f. (1 sp.)
33. Sonerila Roxb. (209 spp.)
34. Sarcopyramis Wall. (4 spp.)
35. Barthea Hook.f. (1 sp.)
36. Oxyspora DC. (12 spp.)
37. Allomorphia Blume (16 spp.)
38. Anerincleistus Korth. (31 spp.)
39. Poikilogyne Baker f. (27 spp.)
40. Tylanthera C. Hansen (2 spp.)
41. Aschistanthera C. Hansen (1 sp.)
42. Tayloriophyton M. P. Nayar (2 spp.)
43. Hylocharis Miq. (4 spp.)
44. Campimia Ridl. (2 spp.)
45. Neodriessenia M. P. Nayar (6 spp.)
46. Phyllagathis Blume (1 sp.)
47. Styrophyton S. Y. Hu (1 sp.)
48. Fordiophyton Stapf (16 spp.)
49. Kerriothyrsus C. Hansen (1 sp.)
50. Blastus Lour. (11 spp.)
51. Stussenia C. Hansen (1 sp.)
52. Bredia Blume (26 spp.)
53. Plagiopetalum Rehder (3 spp.)
54. Phyllagathis auct. (50 spp.)
55. Cyphotheca Diels (1 sp.)
56. Sporoxeia W. W. Sm. (8 spp.)
57. Perilimnastes Ridl. (20 spp.)